# Gaumont
Pour les articles homonymes, voir Gaumont (homonymie).

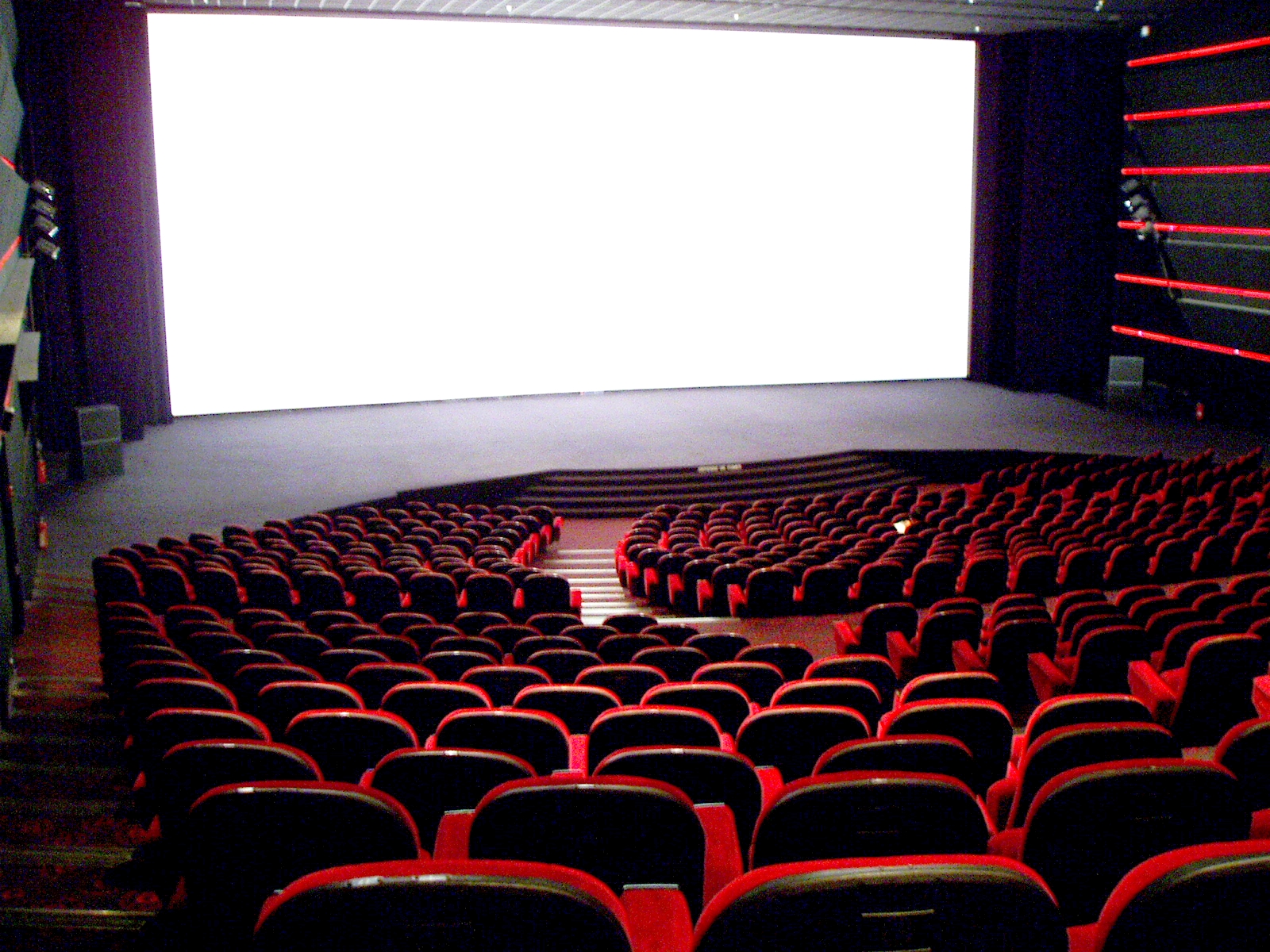
Cinéma Gaumont Grand Écran Italie à Paris.

Gaumont SA (commerce en tant que Gaumont) est une société française de production et de distribution de longs métrages, de séries télévisées et de programmes d'animation fondée en 1895.
Plus ancienne société cinématographique au monde,, Gaumont fut également un fabricant d'appareils, un laboratoire de tirage de films (G. M. Film), des studios de prise de vues (Cité Elgé, Studios de Saint-Maurice, La Victorine) et un circuit de salles de cinéma (fusionné avec Pathé en 2001 puis cédé intégralement à ce dernier en 2017).

## Historique

### XIXesiècle
Gaumont est fondée sous le nom de L. Gaumont et compagnie. Le 6 juillet 1895, Léon Gaumont rachète le Comptoir général de photographie des frères Richard, dont il était le fondé de pouvoir. Les 10 et 12 août 1895, sont signés à Paris et Chamonix, les statuts de « L. Gaumont et Cie », société en nom collectif et en commandite simple, qui reprend l’exploitation du fonds de commerce du Comptoir général de photographie. Léon Gaumont devint immédiatement gérant de la société qui a comme commanditaires Gustave Eiffel, Joseph Vallot et le banquier Alfred Besnier. La société à ses débuts fabrique des jumelles, puis des appareils de projection cinématographique et de prises de vues. Elle poursuit une activité de fournisseur de matériel pour l'armée française jusqu'à l'entre-deux-guerres.
À partir d'avril 1896, le chronophotographe de Georges Demenÿ est commercialisé auprès de forains, accompagné de bandes de démonstration. Alice Guy, alors secrétaire, se propose de faire la première fiction de Gaumont : La Fée aux choux. « Mademoiselle Alice » devient ainsi la première femme cinéaste.

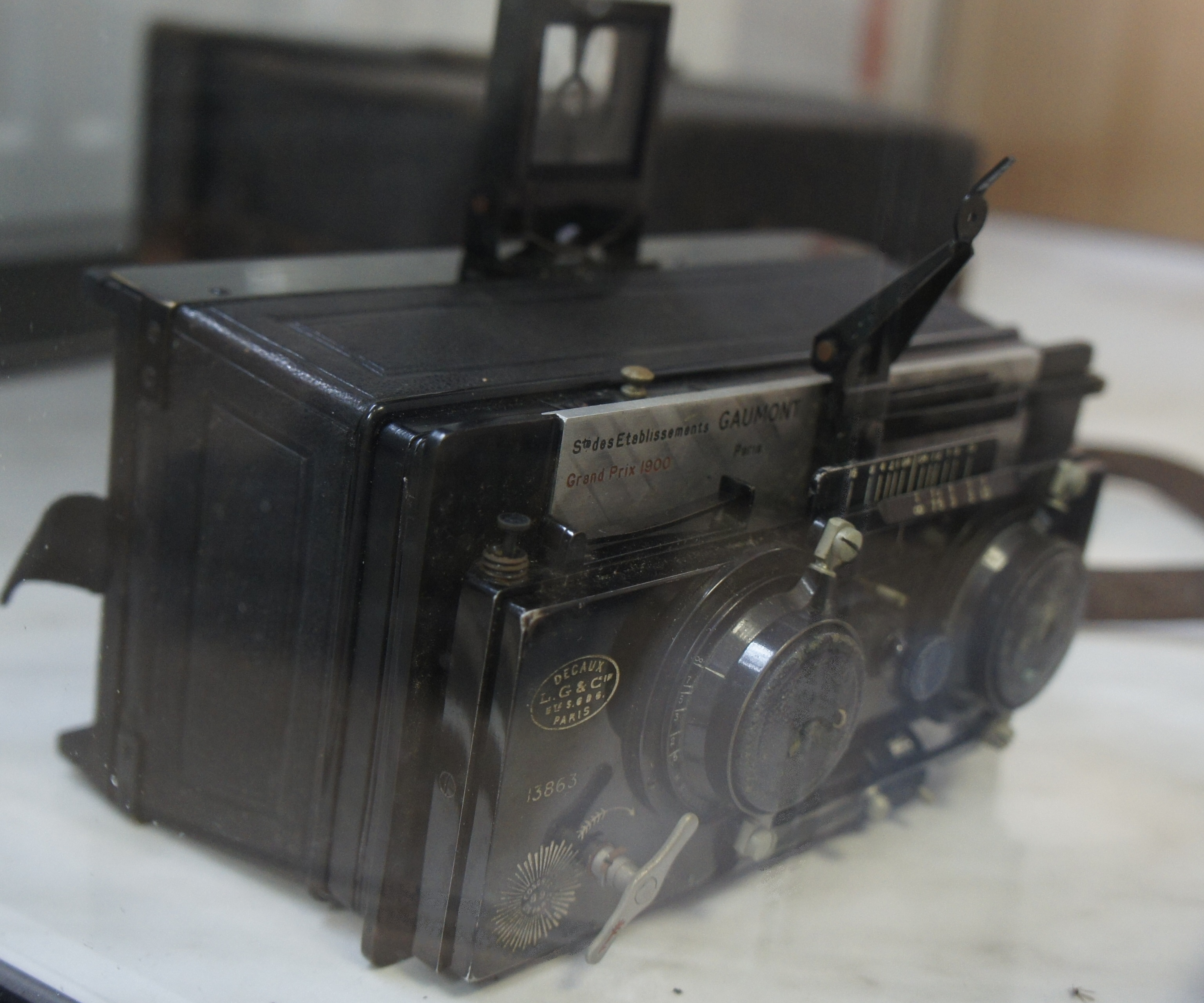
Appareil Gaumont de 1900 au musée E. Driant.

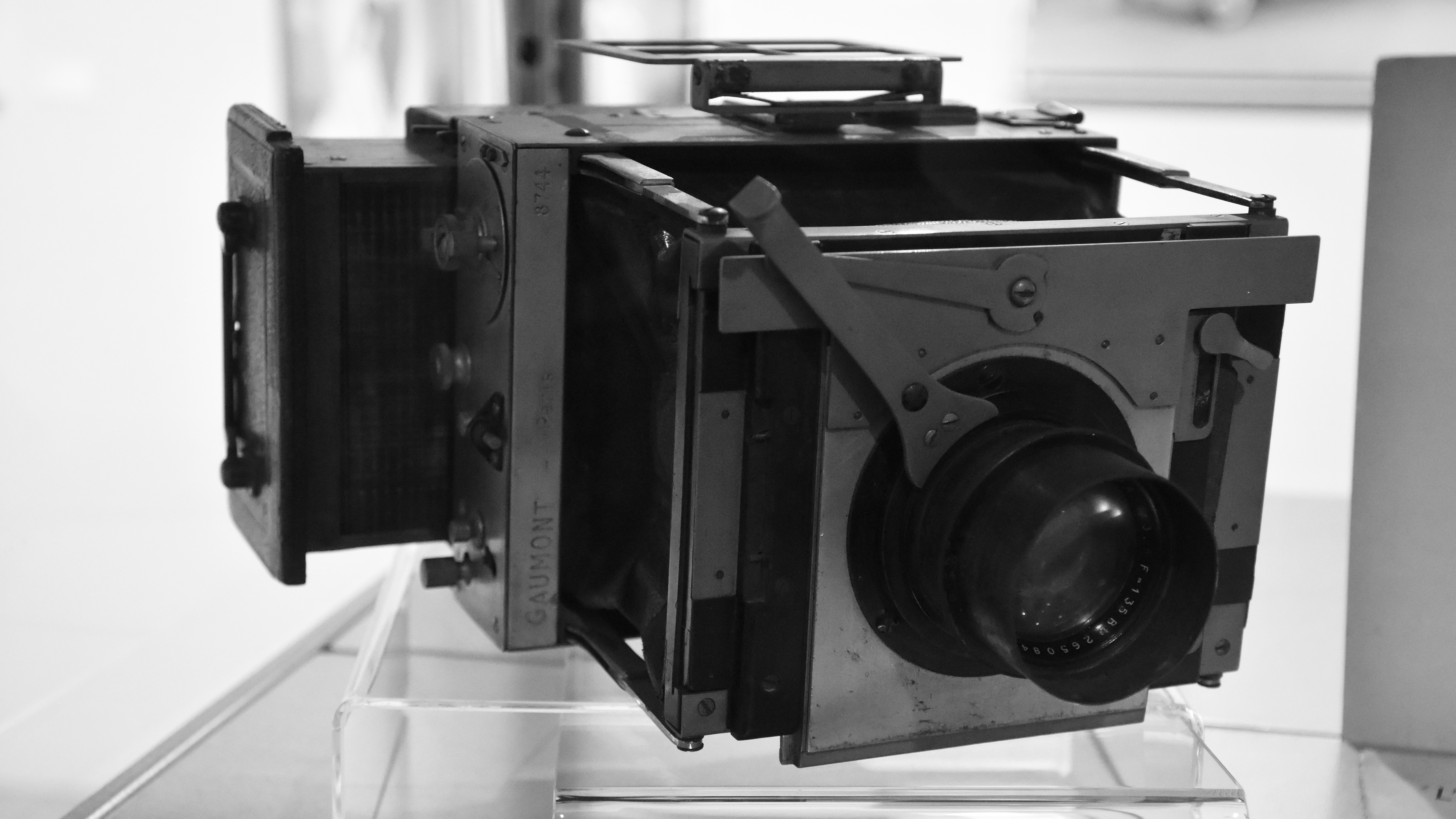
Un Spido reportage au musée de la photographie d'Anvers.

La société se diversifie dans la production de films en 1897, en raison du nombre important de produits concurrents bien que le marché soit très récent. Les premiers films du cinéma, produits par Thomas Edison et réalisés par William Kennedy Laurie Dickson, datent de 1891 et sont exploités à partir de 1893 dans des salles spéciales à visionnement individuel, les Kinétoscope Parlors. Émile Reynaud présente le 28 octobre 1892 la première de ses Pantomimes lumineuses, Pauvre Pierrot en rétroprojection, créant ainsi le premier dessin animé de l'histoire par le procédé qui sera plus tard appelé animation sans caméra. Louis Lumière présente en projection ses vues photographiques animées pour la première fois en public le 28 décembre 1895), dont La Sortie de l'usine Lumière à Lyon, tournée avec la caméra Cinématographe. Ces projections sont des atouts supplémentaires pour vendre les appareils Gaumont, comme ils le sont pour la maison Lumière. Le premier des documentaires Gaumont est consacré à la ville de Boulogne-sur-Mer et rencontre un énorme succès.

### XXesiècle
En 1900, Léon Gaumont présente à l'Exposition universelle un appareil couplant un projecteur et un phonographe. En 1903, il prend la marguerite commune comme logo, en hommage à sa mère qui se prénommait Marguerite. Aujourd'hui, malgré de régulières modifications du dessin, la marguerite est toujours présente même si sa signification est quelque peu oubliée (voir logo actuel ci-avant). Ce logo a conduit l'entreprise à se voir surnommée « la firme à la marguerite ». C'est aussi en référence à cela, qu'en 2006, le musée virtuel Gaumont a été ouvert le 16 novembre, soit le jour de la Sainte Marguerite.
La compagnie devient une société anonyme en 1906 sous le nom de « Société des établissements Gaumont ». La production se concentre dans les studios Elgé (d'après les initiales du fondateur) aux Buttes Chaumont (19e arrondissement de Paris) où Léon Gaumont a fait installer un premier atelier cinématographique en 1897, avant d'en faire en 1905 un studio destiné à la prise de vues et muni d'un appareillage sophistiqué. Le catalogue de production ne se limite pas à la fiction, mais comporte aussi plusieurs centaines de films documentaires, dont beaucoup seront regroupés dans les années 1920 au sein de l'Encyclopédie Gaumont.
La vente de films se transformant en location à des salles à partir de 1908, Gaumont ouvre ses premières salles de cinéma, et notamment le Gaumont Palace en juillet 1911.
De 1914 à 1917, Léonce Perret prend la place de directeur artistique de Gaumont après le départ de Louis Feuillade au front.
L'expansion de Gaumont s'arrête avec la Première Guerre mondiale et pendant ces années elle a principalement une activité de fournisseur de matériel et d'éditeur de journal-documentaire filmé du conflit.
Elle perd des parts de marché face aux concurrents américains, Hollywood, avec Griffith, DeMille, Sennett et Chaplin.
À la mort du principal réalisateur de films, Louis Feuillade, en 1925, la production de films s'arrête et la compagnie se concentre sur l'aspect technique. Gaumont signe un accord de distribution avec Metro-Goldwyn-Mayer et les salles passent sous le contrôle de la Gaumont Metro Goldwyn qui en résulte.
À l'arrivée du parlant en Europe au début des années 1930, les entreprises cinématographiques ont besoin d'argent pour investir. L'état français et la Banque nationale de Crédit participent au rapprochement de Gaumont avec l'un des deux autres acteurs du secteur, Louis Aubert, qui a fondé la Compagnie générale du cinématographe et possède la chaîne de salles Aubert Palace. Cette alliance amène à la création de la société Gaumont-Franco-Film-Aubert (GFFA) et à la vente ou la fermeture des usines, des filiales et agences étrangères. La nouvelle société produit essentiellement des films comiques, mais dépose le bilan en 1934. Elle renaît en 1938 grâce à un accord entre l'État, Havas, Publicis et la Compagnie des compteurs, sous le nom de « Société nouvelle des établissements Gaumont », jusqu'en 1975 où elle redevient simplement Gaumont.
En 1969, la Société nouvelle des établissements Gaumont reprend la Société française des films et cinématographes Éclair (propriétaire d'Éclair-Journal) et prend une participation importante dans la société Éclair-Journal.

#### L'ère Seydoux
En 1970, Jérôme Seydoux, héritier de la société Schlumberger, l'actionnaire majoritaire de la Gaumont, est chargé par Jean Riboud de mettre de l'ordre dans les comptes de la société, et acquiert alors le pouvoir et la stature d'un vice-président au sein de Gaumont. Pendant deux ans, la firme entre dans une période de restructuration et met ses productions en pause, Seydoux imposant également son veto à certains projets. Il est alors probable que ce changement de direction entraîne une nouvelle politique de production, avec des films moins « grand public ». Bien qu'il ait été derrière de nombreux succès historiques de la firme, Alain Poiré voit donc sa place menacée, d'autant plus qu'il est très mal vu en ces années-là à la Gaumont depuis l'échec retentissant de la superproduction Boulevard du rhum, qui a coûté très cher à la compagnie.
En 1972, Schlumberger veut vendre : l'entreprise se remet mal de l'échec de Boulevard du rhum. L'ambitieux producteur Jean-Pierre Rassam comptait acquérir Gaumont avec Seydoux et Toscan du Plantier et avait promis différents projets pour renflouer l'entreprise, mais le bilan comptable de sa société Ciné qua non ne jouait pas en sa faveur entre les dépassements de budgets ou échecs commerciaux des films Les Chinois à Paris, Touche pas à la femme blanche ! et Lancelot du Lac. Le groupe Schlumberger vend ses parts, estimés à 40 %, à Nicolas Seydoux et Daniel Toscan du Plantier.
Ainsi, en 1974, Nicolas Seydoux succède à son frère Jérôme Seydoux à la tête de Gaumont. La politique qu'il entreprend concilie les films populaires et ceux au public plus restreint : Alain Poiré demeure finalement dans ses fonctions, pour poursuivre la mise en chantier de grand films populaires, et Seydoux nomme Daniel Toscan du Plantier directeur général. René Bonnell, directeur de la distribution de Gaumont de 1978 à 1982, explique que Seydoux « a dû faire coexister un Toscan du Plantier, arrivé en 1976-1977 et qui voulait tout changer, avec un Poiré, plus traditionnel. Sur le plan économique, Poiré était le soutien financier du groupe grâce à tous ses gros succès (La Boum, La Chèvre, les Belmondo…), et à leur diffusion dans les salles modernisées par Nicolas Seydoux. Concernant Toscan, on ne peut pas dire que l'équilibre économique de ses interventions ait été avéré, mais il était le complément indispensable, jeune, ouvert, d’une maison qui avait besoin de ce grain de folie. Une maison dont la valeur imaginaire, en dehors des valeurs de bilans, était augmentée par cet extraordinaire foisonnement autour de Toscan ».
Gaumont est dirigée depuis 1975 par Nicolas Seydoux, développant les pôles exploitation et production. L'entreprise demeure un des plus importants producteurs et distributeurs de cinéma en France. Grâce à Jean-Louis Renoux, directeur général, Gaumont devient une référence française en matière d'exploitation cinématographique. Gaumont fait figure d'entreprise innovante avec la création du projet cinéma numérique (2000-2008) sous la responsabilité technique de Philippe Binant.
En 1993, Gaumont fonde Gaumont Buena Vista International en association avec la Walt Disney Company pour assurer la distribution des films des deux sociétés mères. Le GIE de Gaumont et Disney sortent notamment Aladdin, Le Roi Lion, Toy Story, Tarzan et Le Monde de Némo. Gaumont Buena Vista International dissous en 2004 après 10 ans d'activité avec le souhait de Disney de distribuer elle-même ses films sous Buena Vista International (France).
Gaumont multimédia est fondé en 1995 par Marc du Pontavice dans les anciens studios de Luc Besson à Paris. En 1999, Xilam rachète à Gaumont les actifs de Gaumont Multimédia au titre du catalogue.

### XXIesiècle
En 2004 est ouvert le fonds d'archives commun Gaumont Pathé Archives. Il contient les archives Gaumont et Pathé des XXe et XXIe siècles, soit plus de 2 000 titres, ainsi que les archives des journaux d'actualité Eclair de 1908 à 1979.
En 2013, La Gaumont rachète Fideline Films, la société de production de Pierre Richard, dans une perspective de restauration de son catalogue.
En 2015, Gaumont fête ses 120 ans avec une grande exposition au CentQuatre à Paris qui rassemble des affiches, des vieux appareils de cinéma, et extraits de films. Sous la direction de Dominique Païni, ces objets cohabitent avec des œuvres d'artistes comme Annette Messager, François Boisrond ou Alain Fleischer. De cette exposition est né l'ouvrage 120 ans de Cinéma Gaumont de Jean-Luc Douin et préfacé par Nicolas Seydoux aux éditions de la Martinière.
En matière d'exploitation de salles de cinéma, la marque Gaumont est gérée depuis 2001 par la filiale Les cinémas Gaumont Pathé. Néanmoins, en mars 2017, Gaumont se retire de l'exploitation cinématographique en vendant, à Pathé, sa participation de 30 % dans Les cinémas Gaumont Pathé. La marque Gaumont disparait progressivement des multiplexes au profit de la marque Pathé.
Les groupes des familles Bolloré et de Serge Dassault avaient, jusqu'à mi 2017, respectivement 9,53% et 5,42% de Gaumont, année où ils en sont sortis.

## Films produits par la société
Gaumont coproduit et distribue une dizaine de films par an en salles. En 2023, le studio estime détenir un catalogue de 1500 œuvres, faisant de lui le deuxième catalogue de films français après StudioCanal. Il s'est enrichi au fil de multiples fusions et acquisitions, en particulier avec l'avènement des chaînes de télévision payantes et de la vidéo.
La consolidation débute dès l'arrivée du cinéma parlant avec la fusion Gaumont-Franco-Film-Aubert en 1930. Celle-ci rapproche les catalogues des établissements Gaumont, Aubert, Franco-Film et celui de la Société générale de films (Napoléon, La Passion de Jeanne d'Arc, Finis terrae),.
En 1969, la Société nouvelle des établissements Gaumont prend le contrôle d'Éclair-Journal, entraînant la fusion de leurs actualités cinématographiques et de leurs catalogues de fiction. Le studio reprend aussi en 1976 les mandats de distribution des films Pathé, Sirius, UGC et Océanic Films, jusqu'alors détenus par la Compagnie française de distribution cinématographique, ainsi que le distributeur Franfilmdis en 1985,.

Ancien logo de la société Télédis.

Le catalogue Gaumont connaît son développement le plus important avec le rachat de Télédis, l'un des derniers catalogues riches et indépendants du cinéma français, en octobre 2002. Constitué de plus de 250 longs-métrages, essentiellement des années 1950 à 1970, Télédis avait acquis de nombreux catalogues de films issus de sociétés en liquidation (la Franco-London-Film d'Henry Deutschmeister) ou par des rachats partiels (Continental Films).
En 2007, Gaumont fait l'acquisition du studio d'animation Alphanim et d'Arkeion Films, spécialisé dans le cinéma russe et soviétique. Par la suite, Gaumont a également repris les sociétés de production de plusieurs cinéastes : Les Films du Loup et Les Films du Dauphin de Luc Besson, Les Films du Livradois de Sylvie et Maurice Pialat, Productions de la Guéville d'Yves Robert, Nouvelles Éditions de Films de Louis Malle, Fideline Films de Pierre Richard, Légende d'Alain Goldman ou encore DD Catalogue de Gérard Depardieu.
En 2019, EuropaCorp cède à Gaumont le catalogue Roissy Films, l'un des plus importants du marché cinématographique français, composé à partir des anciennes activités audiovisuelles du groupe L'Oréal (Cité Films, Films 7, Parafrance),.

## Filiales

### Gaumont Télévision
Gaumont Télévision est une filiale créée en 2010, spécialisée dans la production et la distribution de séries pour les chaînes de télévision et les plateformes de streaming.
La première production de Gaumont pour la télévision remonte à 1954 avec Rendez-vous avec Maurice Chevalier, produit par Jean Jay, directeur des actualités filmées, et Alain Poiré, directeur des productions, sous la bannière Gaumont Télévision.
Néanmoins, il faut attendre 1963 pour que Gaumont ouvre un premier département voué à la production de programmes de télévision. Cette année-là, sous l'impulsion de son président Jean Le Duc (pionnier de la recherche télévisuelle dès 1926), la Société Nouvelle des Établissements Gaumont crée Gaumont Information Diffusion puis Gaumont Télévision International destiné à la co-production de téléfilms, de feuilletons et d'émissions avec la RTF. Elle trouve le succès dès 1965 avec le feuilleton Belle et Sébastien puis avec Vidocq en 1967. En 1970, elle signe un accord avec Télécip pour produire et distribuer des programmes de télévision : Sébastien et la Mary-Morgane, Les Nouvelles Aventures de Vidocq, Le Jeune Fabre, etc.
En 1974, Gaumont crée le Groupement Auxiliaire de Téléproductions puis en 1977 les Téléproductions Gaumont, sous la direction de Daisy de Galard. Délaissant la fiction, les Téléproductions Gaumont produisent principalement des documentaires culturels et sociétaux (Inventaire des campagnes, Hommage à Rossellini, Matines), notamment à partir des images d'archives de la cinémathèque Gaumont. À l'issue du départ du directeur délégué Daniel Toscan du Plantier et de la restructuration du groupe, la société est liquidée en 1985.
En 1990, Gaumont s'associe à la Financière Robur pour lancer Gaumont-Robur Télévision, une filiale commune dirigée par Christian Charret dont l'objectif est de produire des séries haut de gamme pour les chaînes de télévision européennes. Marc du Pontavice, alors responsable juridique et financier de la Compagnie Française Cinématographique pour Robur, devient secrétaire général de la nouvelle structure. En 1992, à la suite de la vente de son catalogue de films à UGC, Robur cède également à Gaumont sa participation dans Gaumont-Robur Télévision, renommé par conséquent Gaumont Télévision. Avec Highlander, Gaumont Télévision co-produit alors le seul programme européen, non anglais, diffusé à la télévision américaine. Encouragé par le succès de la série, le studio décline le programme en dessin animé et ouvre un département multimédia dirigé par Marc du Pontavice.
En 1999, afin de se recentrer sur la production cinématographique et d'accélérer le développement des multiplexes, Gaumont cède sa filiale Gaumont Télévision à son fondateur Christian Charret et à la société Télé Images,. De plus, les séries d'animation du département Multimédia sont revendues à Marc du Pontavice. Gaumont Télévision deviendra GTV - Gétévé et les productions de Gaumont Multimédia seront intégrées à Xilam.
En 2007, Gaumont est candidat au rachat de Marathon Média, deuxième producteur audiovisuel français, finalement repris par l'italien De Agostini. À la place, Gaumont rachète le studio d'animation Alphanim cette année-là puis prendra 75% du capital de la société Léonis Productions (L'Internat, J'ai peur d'oublier) en janvier 2009.
En 2010, Gaumont relance une filiale Gaumont Télévision et livre dès l'année suivante le téléfilm Rouge Diamant, diffusé sur France 2, Showcase et la ZDF. En parallèle, Gaumont ouvre en janvier 2011 une filiale Gaumont International Television aux États-Unis, en partenariat avec la banque d'investissement Evolution Media Capital, qui propose dès 2013 les séries Hannibal et Hemlock Grove.
Après s'être désengagé de Léonis Productions à l'été 2012, Gaumont réunit ses filiales de production audiovisuelles en septembre 2015 : les filiales Gaumont International Television, Gaumont Television Europe et Gaumont Animation sont désormais toutes regroupées sous Gaumont Télévision.
En janvier 2021, la série Lupin produite par Gaumont Télévision signe le deuxième plus gros démarrage d'une série sur Netflix, derrière La Chronique des Bridgerton, et devient la série française la plus visionnée au monde sur la plateforme. Après de multiples renouvellements (Narcos, F Is for Family, L'Art du crime), Gaumont poursuit son expansion européenne à l'été 2018 en ouvrant une filiale allemande à Cologne et une filiale britannique à Londres, rejoints par une filiale italienne à Rome en 2022. Cette année-là, Gaumont Télévision se diversifie également en lançant 1 euro la minute, sa première fiction audio, co-produite avec le studio de podcasts Nouvelles Écoutes.

### Gaumont Animation
Studio d'animation, filiale de Gaumont Télévision, créé en 1997 sous le nom Alphanim et racheté en 2007 par Gaumont.
L'origine de l'animation chez Gaumont remonte à 1907 lorsque l'illustrateur et caricaturiste Émile Cohl découvre que son dessin Le Plafond trop mince, publié dans un journal anglais en 1891, a été plagié dans un film Gaumont. Cohl proteste et rencontre Léon Gaumont, qui demande à son bras droit Louis Feuillade de l'engager. D'abord recruté comme scénariste en mai 1908, il coréalise des courts métrages en prise de vues réelles avant de se voir confier le développement d'un procédé découvert aux États-Unis : celui du trucage image par image. Cohl réalise alors son premier film d'animation, Fantasmagorie. Projeté au Théâtre du Gymnase à Paris le 17 août 1908, le film remporte un vif succès public. Cohl enchaîne avec Le Cauchemar de Fantoche puis Un drame chez les fantoches, créant ainsi le premier héros de dessin animé. Après plus de 80 films réalisés en trois ans, la collaboration entre Émile Cohl et la Gaumont s'achève en septembre 1910.
À partir de septembre 1921, les Bulletins du Comptoir Ciné-Location Gaumont diffusent Le Canard en ciné, une série satirique de l'actualité proposée sur les écrans toutes les deux semaines. Produite par Lortac (qui avait rencontré Cohl en 1915), elle s'impose comme la première série d’animation du cinéma français. La série s'interrompt en avril 1923.
Ce n'est que dans les années 1980 que Gaumont renoue avec l'animation après avoir distribué plusieurs longs métrages animés au cours du XXe siècle (La Rose de Bagdad, Le Roi et l'Oiseau). En 1983, la maison d'édition Dargaud confie à Hanna-Barbera et Gaumont le soin d'adapter à l'écran sa célèbre bande dessinée, Lucky Luke. Ainsi sort le long métrage Les Dalton en cavale en décembre 1983 puis le dessin animé Lucky Luke, diffusé sur FR3 à partir du mois d'octobre 1984. L'année suivante, Dargaud lance sa filiale Dargaud Films et s'associe avec Gaumont pour produire un nouveau long métrage Astérix, Astérix et la Surprise de César. Il sera suivi par Astérix chez les Bretons en 1986 puis Astérix et le Coup du menhir en 1989. Un studio d'animation est créé pour l'occasion, rue Yves-Toudic à Paris ; déçus par les résultats commerciaux de cette trilogie Astérix, les producteurs le ferment.
En 1993, le producteur Marc du Pontavice propose d'adapter la série Highlander, co-produite par Gaumont Télévision, en dessin animé. Convaincu par la série livrée en à peine dix mois, le directeur général de Gaumont Patrice Ledoux propose en mars 1995 à Marc du Pontavice de former son propre département Gaumont Multimédia afin d'y produire dessins animés et jeux vidéo. La première série d'animation de Gaumont Multimédia sera Les Zinzins de l'espace, suivie par Oggy et les Cafards en 1998. Toutefois, le chiffre d'affaires déficitaire du département Multimédia incite Gaumont à s'en séparer rapidement. En décembre 1999, Gaumont cède les actifs de Gaumont Multimédia à Marc du Pontavice pour 44 millions de francs, qui les réintégrera dans son studio Xilam.
En 2007, Gaumont rachète le studio d'animation Alphanim pour 24 millions d'euros en vue de se diversifier à nouveau dans la production télévisée. Créé dix ans plus tôt par Christian Davin, Alphanim est alors l'un des premiers producteurs français de séries d'animation pour la télévision (Galactik Football, Robotboy). Il prend l'appellation Gaumont-Alphanim dès 2009.
En 2011, Gaumont Télévision fait l'acquisition de la société de production Galaxy 7 auprès du groupe Unimédia pour 193 000 euros, ayant notamment produit les séries d'animation Blaise le blasé et Le Monde de Pahé.
Alphanim devient Gaumont Animation en mars 2013 et signe un accord avec DreamWorks Classics et France Télévisions pour développer une nouvelle série Oui-Oui, adaptée de la franchise phare d'Enid Blyton. L'année suivante, la filiale américaine Gaumont International Television développe F is for Family, la première série Netflix animée en France.
À la rentrée 2015, Gaumont Animation est regroupé sous la bannière Gaumont Télévision.

### Gaumont Vidéo
Filiale créée en 2003, elle est spécialisée dans l'édition de DVD, de Blu-ray et de la plateforme de streaming Gaumont Classique.
La vidéo chez Gaumont débute en octobre 1980 lorsque le groupe signe un accord avec la société américaine RCA (alors quatrième firme audiovisuelle mondiale, maison-mère de NBC et RCA Records) pour la création d'un groupement d'intérêt économique commun destiné à l'édition et à la commercialisation de leurs films en cassettes vidéo sur les marchés francophones. En 1982, ils sont rejoints par Columbia Pictures (filiale de Coca-Cola) et créent Gaumont Columbia Films RCA Vidéo (GCR).
En 1986, RCA est racheté par le conglomérat General Electric et Columbia Pictures reprend l'intégralité du studio Tri-Star Pictures, initialement co-fondé avec HBO et CBS. Suspectant Sony (nouveau propriétaire de Columbia Pictures) de vouloir fonder sa propre filiale vidéo aux États-Unis, General Electric se désengage de leurs filiales communes en 1991. L'année suivante, Gaumont Columbia Films RCA Vidéo devient Gaumont Columbia TriStar Home Video (GCTHV).
En 2003, cinq ans après la sortie de son premier titre en DVD (Léon), Gaumont fonde la société Gaumont Vidéo et reprend en main l'édition vidéo de son catalogue. En 2007, le groupe passe au Blu-ray avec OSS 117 : Le Caire, nid d'espions et ouvre parallèlement un département Nouveaux Médias destiné à la vidéo à la demande. Un an plus tard, Paramount Home Entertainment devient le nouveau distributeur de Gaumont Vidéo. Par conséquent, Gaumont Columbia TriStar Home Video est rebaptisé Sony Pictures Home Entertainment France (SPHE).
En 2016, à la suite de l'annonce de Paramount Home Entertainment d'arrêter ses activités en France, Gaumont confie la distribution vidéo de ses éditions physiques à 20th Century Fox au sein de la structure Fox Pathé Europa (FPE). Après le rachat de Fox par Disney et la dissolution de la structure, la société ESC Distribution reprend la gestion des titres édités par Gaumont Vidéo à partir de juin 2020.
En mai 2022, Gaumont lance sa plateforme de vidéo à la demande par abonnement Gaumont Classique, consacrée au cinéma français en noir et blanc. Elle est éditée par Gaumont Vidéo.

### GP Archives

Logo de GP Archives depuis 2019.

C'est la filiale du groupe Gaumont, créée en 2003, spécialisée dans la conservation, la restauration et l'exploitation des catalogues d'archives d'actualités filmées de Gaumont et de Pathé.
La valorisation des archives Gaumont débute en 1975 avec la reprise de la société par Nicolas Seydoux. Face au déclin de la presse filmée, elle nomme Daisy de Galard responsable du magazine d'avant-séance. Estimant inutile de lutter face aux journaux télévisés, après avoir tenté dans un premier temps de produire un magazine commun avec Pathé-Cinéma, Gaumont décide finalement de rattacher les archives de sa cinémathèque avec un fait d'actualité chaque semaine.
Après l'arrêt définitif des magazines d'actualité en salles, Daisy de Galard poursuit son travail de revalorisation des archives à la tête de la cinémathèque et des Téléproductions Gaumont par le biais des documentaires et autres émissions télévisées. En 1985, à la suite du départ du directeur délégué Daniel Toscan du Plantier, elle est remplacée par Martine Offroy.
En novembre 1989, Gaumont s'associe avec la Compagnie générale des eaux pour lancer la chaîne câblée C'était hier sur le modèle américain de Nostalgia Channel. Destinée à la diffusion d'archives d'actualités filmées, la chaîne ne rencontre pas son public et disparaît dès janvier 1991. La cinémathèque Gaumont continue néanmoins son travail de préservation du patrimoine en proposant notamment pour la première fois une version reconstituée et restaurée de L'Atalante de Jean Vigo.
Après la fusion des salles Gaumont et Pathé au sein d'EuroPalaces en 2001, la cinémathèque Gaumont fusionne à son tour avec Pathé Archives en 2003 au sein d'une nouvelle société : Gaumont Pathé Archives. Détenue à 57,5 % par Gaumont et à 42,5 % par Pathé, elle est enrichie de multiples catalogues acquis (Éclair-Journal, Arkeion Films, Sygma TV...) ou dont elle obtient les droits de commercialisation.
En 2019, Gaumont rachète les parts du groupe Pathé au sein de la société, tout en conservant la gestion du matériel et la commercialisation du fonds d'archives Pathé. Par conséquent, Gaumont Pathé Archives est renommé GP Archives. Elle est aujourd'hui référencée comme la première cinémathèque d’actualités en Europe.

### Éditions La Marguerite
Créées en 1960, elles rassemblent les activités de gestion et d'édition musicale du groupe Gaumont (ou plus précisément, celle des musiques de films produits par Gaumont).
Originellement fondées sous l'appellation Éditions Musicales Gérard Calvi, elles sont acquises par Gaumont en 1980 dans le cadre de la diversification de ses activités et sont renommées Éditions La Marguerite. À la même période, le groupe devient actionnaire majoritaire des Éditions Costallat–Erato Disques et ouvre également des filiales Gaumont Musique et Gaumont Editions musicales.
À la suite du départ du directeur délégué Daniel Toscan du Plantier en 1985, Gaumont lui cède personnellement le label Erato. La restructuration du groupe Gaumont se poursuivra avec la fermeture et la liquidation des deux filiales ouvertes en 1979 et 1980. Seules les Éditions La Marguerite sont maintenues.
En 2007, Gaumont rouvre une filiale Gaumont Musiques et accumule de nouvelles filiales de gestion et d'édition musicale avec l'acquisition du studio d'animation Alphanim et autres catalogues. Fin 2021, elles sont à nouveau toutes regroupées au sein des Éditions La Marguerite.

## Identité visuelle (logo)
Jusqu'aux années 1980, de nombreuses variantes de la « marguerite », emblème du logo, furent utilisés par Gaumont.
Sa première apparition remonte au 16 mars 1903 lorsque Léon Gaumont fait déposer comme logo le dessin d'une marguerite stylisée (ressemblant plutôt à un tournesol), en hommage au prénom de sa mère Marguerite Dupanloup. Au cœur de celle-ci se trouve la mention Elgé, version phonétique des initiales du fondateur (L. G.). Elgé cède sa place à Gaumont lorsque la société originelle devient la Société des Établissements Gaumont en 1906. Léon Gaumont impose d'avoir la marque présente dans « au moins dans une scène de chaque bande et même plutôt deux scènes ». Dès lors, un monogramme est également utilisé.
Au moment de la fusion Gaumont-Franco-Film-Aubert en 1930, la firme assemble tous ses logos en un : le monogramme Gaumont, l'aigle sur le globe des établissements Aubert et la silhouette encerclée de la Franco-Film. Il est rapidement remplacé par le simple retour de la marguerite, portant le sigle GFFA. Une version épurée sans la fleur est également adoptée à partir de 1932.
En 1938, après le dépôt de bilan de la Gaumont-Franco-Film-Aubert, la Société Nouvelle des Établissements Gaumont reprend dans un premier temps le monogramme de 1906. Ce n'est qu'en 1942, lorsque Gaumont reprend la production avec Le journal tombe à cinq heures que la société se dote d'un nouveau logo. Après-guerre, celle-ci absorbe sa filiale de distribution, la Compagnie Parisienne de Location de Films (CPLF), en reprenant le globe de cette dernière au sein de sa nouvelle identité. À l'écran, le logo animé de Gaumont Distribution adopte une musique de Marc Lanjean, compositeur pour le cinéma et cousin du producteur-maison Alain Poiré.
En 1970, Gaumont commande un nouveau logo et générique au laboratoire Ciné-Télé-Réalisations (CTR). La version cinéma reprend le globe terrestre du précédent, ceint de rayons de soleil qui rappellent les pétales de la marguerite. La musique est composée par François de Roubaix, compositeur en vogue qui travaille alors également sur L'Homme orchestre pour la firme. Il crée une fanfare, jouée par dix-huit cordes, deux trompettes, un basson et une timbale. À la surprise de De Roubaix, cette nouvelle introduction n'apparaît pas sur L'Homme orchestre mais seulement à partir des Mariés de l'an II en avril 1971.
Dès 1973, une nouvelle version de la « marguerite » fait son apparition mais ne sera utilisée à l'écran qu'à partir de 1980.
Pour le centenaire de la compagnie en 1995, Gaumont adopte une refonte de son logo conçue par l'agence Les Quatre Lunes. À l'écran, une rétrospective de tous les précédents emblèmes de la firme, sur une musique de Bertrand Burgalat, s'achevant dans l'espace. Un procès éclatera entre le compositeur et la firme. La présentation change en 2003 imaginé par l'agence Bronx : un garçon gravit une colline avec une fleur à son sommet, et cueille cette marguerite, qui s'envole, grossit et se déploie en rosace rouge en écrivant Gaumont dans un ciel étoilé. Au cinéma, le logo apparaît désormais en volume sur une musique du studio Laplage, arrangée par Chassol.
La version actuelle du logo date de 2011 et reprend le principe du halo de pétales : la marguerite rouge a des pétales irréguliers qui prennent la forme d’un halo lumineux autour de la lettre G. Le logo, signé Lorène Bruant pour l'agence Les Quatre Lunes, s'inspire du praxinoscope pour susciter le dynamisme et adopte une typographie sur-mesure et sans empattement. Conçu pour l'écran à nouveau par l'agence Bronx, il est sonorisé par les premières mesures de l'air très connu (cavatine) Casta Diva de l'opéra Norma composé par Vincenzo Bellini.

Logo de 1895 à 1906.
Monogramme de 1903 à 1906.
Logo de 1906 à 1930.
Monogramme de 1906 à 1930 puis de 1938 à 1942.
Logo de 1930.
Logo de 1931.
Logo de 1932 à 1938.
Logo de 1942 à 1948.
Logo de 1948 à 1970.
Logo de 1970 à 1974, à l'écran jusqu'en 1980.
Logo de 1974 à 1996.
Logo de 1996 à 2011.
Logo de 2011 à 2015.
Logo depuis 2015.

## Dirigeants
Présidents de Gaumont
- 1895 – 1906 : Léon Gaumont
- 1906 – 1927 : Pierre Azaria
- 1927 – 1929 : Émile Rimailho
- 1929 – 1930 : Léon Gaumont
- 1930 – 1931 : Maurice Devies
- 1931 – 1935 : Mathieu Goudchaux
- 1935 – 1938 : Antoine Targe
- 1938 – 1941 : Léon Rénier
- 1941 – 1971 : Jean Le Duc
- 1971 – 1975 : Roger Sallard
- depuis 1975 : Nicolas Seydoux

Directeurs généraux de Gaumont (ou affiliés)
- 1895 – 1930 : Léon Gaumont
- 1930 – 1931 : Edgard Costil
- 1931 – 1935 : Paul Keim
- 1935 – 1938 : Georges Ricou
- 1938 – 1941 : Jean Jay
- 1941 – 1971 : Roger Sallard
- 1971 – 1974 : Jean Rebotier
- 1974 – 1975 : Nicolas Seydoux
- 1975 – 1985 : Daniel Toscan du Plantier
- 1985 – 2004 : Patrice Ledoux
- depuis 2004 : Sidonie Dumas

En 2021, le conseil d'administration de Gaumont est composé de Nicolas Seydoux (président), Sidonie Dumas (vice-présidente), Antoine Gallimard, Félicité Herzog, Fleur Pellerin, Michel Seydoux, Pénélope Seydoux (d), Marc Tessier et Jean Todt.

## Actionnaires
| Nom                              | Actions   | %        |
| -------------------------------- | --------- | -------- |
| Ciné Par SAS                     | 2 798 628 | 89,7 %   |
| HMG Finance SA                   | 71 191    | 2,28 %   |
| HC Capital Advisors GmbH         | 36 563    | 1,17 %   |
| Gay-Lussac Gestion SA            | 25 610    | 0,82 %   |
| Dimensional Fund Advisors LP     | 23 845    | 0,76 %   |
| Chaussier Gestion SA             | 8 000     | 0,26 %   |
| Gaumont SA                       | 4 849     | 0,16 %   |
| Amiral Gestion SA                | 933       | 0,030 %  |
| SEI Investments Management Corp. | 134       | 0,0043 % |
| Acadian Asset Management LLC     | 96        | 0,0031 % |

## Finances
En 2021, la répartition du chiffre d'affaires est la suivante : France (21,3 %), Europe (14,2 %), Amérique (63,6 %), Asie et Russie (0,7 %), Afrique et Moyen-Orient (0,1 %) et autres (0,1 %).
Gaumont a créé en 2004 un GIE, Gaumont Columbia TriStar Films, avec Columbia TriStar (filiale de Sony Pictures Entertainment), destiné à assurer la distribution des films des deux producteurs en France. Ce GIE a pris fin le 30 juin 2007.
Une nouvelle structure de distribution dénommée Gaumont Distribution a été créée le 1er juillet 2007 pour assurer la distribution des films Gaumont en France.

## Succès au box-office
| Titres                                  | Dates      | Réalisateurs                     | Entrées            |
| --------------------------------------- | ---------- | -------------------------------- | ------------------ |
| Intouchables                            | 02/11/2011 | Éric Toledano et Olivier Nakache | 19 490 688 entrées |
| Les Visiteurs                           | 27/01/1993 | Jean-Marie Poiré                 | 13 782 991 entrées |
| Le Dîner de cons                        | 15/04/1998 | Francis Veber                    | 9 247 001 entrées  |
| Le Grand Bleu                           | 11/05/1988 | Luc Besson                       | 9 194 343 entrées  |
| Les Couloirs du temps : Les Visiteurs 2 | 11/02/1998 | Jean-Marie Poiré                 | 8 043 129 entrées  |
| Le Cinquième Élément                    | 07/05/1997 | Luc Besson                       | 7 727 697 entrées  |
| La Chèvre                               | 09/12/1981 | Francis Veber                    | 7 079 674 entrées  |